# Sociedade do Leão e do Sol Vermelho

A bandeira da Sociedade do Leão e do Sol Vermelho

A Sociedade do Leão e do Sol Vermelho do Irão  (em persa: جمعیت شیر و خورشید سرخ ایران) foi estabelecida em 1922 e admitida na Cruz Vermelha Internacional e no Movimento Crescente Vermelho em 1923.  Como um contra-exemplo para o crescente e a cruz usados por dois dos rivais do Irã, o Império Otomano (a Turquia dos dias modernos) e a Rússia.
Em 1980, por causa da associação do emblema com o Shah, a recém-proclamada República Islâmica do Irão substituiu o Leão e do Sol Vermelho pelo Crescente Vermelho, consistente com a maioria das outras nações muçulmanas. Embora o Leão e do Sol Vermelho já tenha caído em desuso, o Irã no passado se reservava o direito de retomá-lo a qualquer momento, as Convenções de Genebra continuam a reconhecê-lo como um emblema oficial, e esse status foi confirmado pelo Protocolo III em 2005, ao mesmo tempo que acrescentou o Cristal Vermelho.